# Сурт (спутник)
Сурт (англ. Surtur) — нерегулярный спутник планеты Сатурн с обратным орбитальным обращением.
Назван именем Сурта, повелителя огненных великанов в германо-скандинавской мифологии.
Также обозначается как Сатурн XLVIII.

## История открытия
Сурт был открыт в серии наблюдений, начиная с 5 января 2006 года.
Сообщение об открытии сделано 30 июня 2006 года.
Спутник получил временное обозначение S/2006 S 7.
Собственное название было присвоено 5 апреля 2007 года.